# Thomas Dunn English

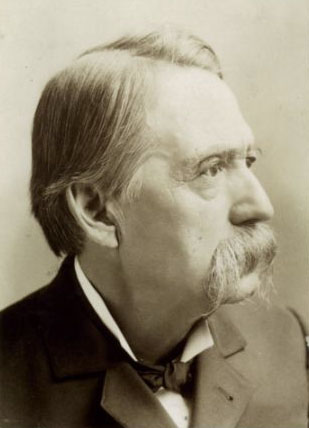
Thomas Dunn English

Thomas Dunn English (* 29. Juni 1819 in Philadelphia, Pennsylvania; † 1. April 1902 in Newark, New Jersey) war ein US-amerikanischer Politiker. Zwischen 1891 und 1895 vertrat er den Bundesstaat New Jersey im US-Repräsentantenhaus.

## Werdegang
Thomas English besuchte die Friends Academy in Burlington (New Jersey). Danach studierte er bis 1839 an der University of Pennsylvania Medizin. Nach einem anschließenden Jurastudium wurde er 1842 als Rechtsanwalt zugelassen. In der Folge hat er aber weder als Arzt noch als Jurist praktiziert. Stattdessen wurde er als Journalist und Literat tätig. Damals wurde er als Autor vieler Gedichte, Balladen und Liedtexte bekannt. Er war auch eine Zeit lang mit Edgar Allan Poe befreundet. Diese Freundschaft zerbrach später über einem Skandal mit anderen Schriftstellern, in den Poe verwickelt war. Über Virginia und New York City kam English im Jahr 1858 nach Newark in New Jersey. In dieser Zeit begann er als Mitglied der Demokratischen Partei eine politische Laufbahn. Zwischen 1863 und 1864 gehörte er der New Jersey General Assembly an.
Bei den Kongresswahlen des Jahres 1890 wurde English im sechsten Wahlbezirk von New Jersey in das US-Repräsentantenhaus in Washington, D.C. gewählt, wo er am 4. März 1891 die Nachfolge von Herman Lehlbach antrat. Nach einer Wiederwahl konnte er bis zum 3. März 1895 zwei Legislaturperioden im Kongress absolvieren. Ab 1893 war er Vorsitzender des Committee on Alcoholic Liquor Traffic. Im Jahr 1894 unterlag er dem Republikaner Richard W. Parker.
Nach dem Ende seiner Zeit im US-Repräsentantenhaus setzte Thomas English seine literarischen Arbeiten fort. Er starb am 1. April 1902 in Newark, wo er auch beigesetzt wurde.